# Andrew Astbury
Andrew Astbury (n. 29 noiembrie 1960, Leeds, Anglia, Regatul Unit) este un înotător ce a reprezentat Regatul Unit al Marii Britanii și al Irlandei de Nord, medaliat olimpic. A participat la două ediții ale Jocurilor Olimpice (1980, 1984) în care a câștigat două medalii de bronz.